# Birger Trolle den äldre
Birger Trolle, död troligen omkring 1446, var en svensk riddare. Herre till Bo (nu Trollebo) i Lemnhults socken i Östra härad, Jönköpings län och ägde även Ed i Voxtorps socken. 1402 köpte han Gummatorp och 1404 Mölletorp.

## Biografi
Birger Trolle var son till Birger Knutsson (Trolle) och Katarina Pedersdotter. Han blev 1401 väpnare och blev före 1441 riddare. Trolle avled omkring 1446.

### Familj
Trolle gifte sig 26 januari 1400 med Ingeborg Arvidsdotter (Lejonansikte, Bengt Nilssons ätt), dotter av häradshövdingen Arvid Bengtsson (Lejonansikte, Bengt Nilssons ätt) i Uppvidinge härad. Ingeborg Arvidsdotter var änka efter Karl Magnusson (Stjärna) till Bergkvara. Trolle och Ingeborg Arvidsdotter fick tillsammans barnen ståthållaren Birger Trolle (1401–1471) och Katarina Trolle som var gift med riksrådet Laurens Haraldsson (snedbjälke).